# Brodaczka kępkowa

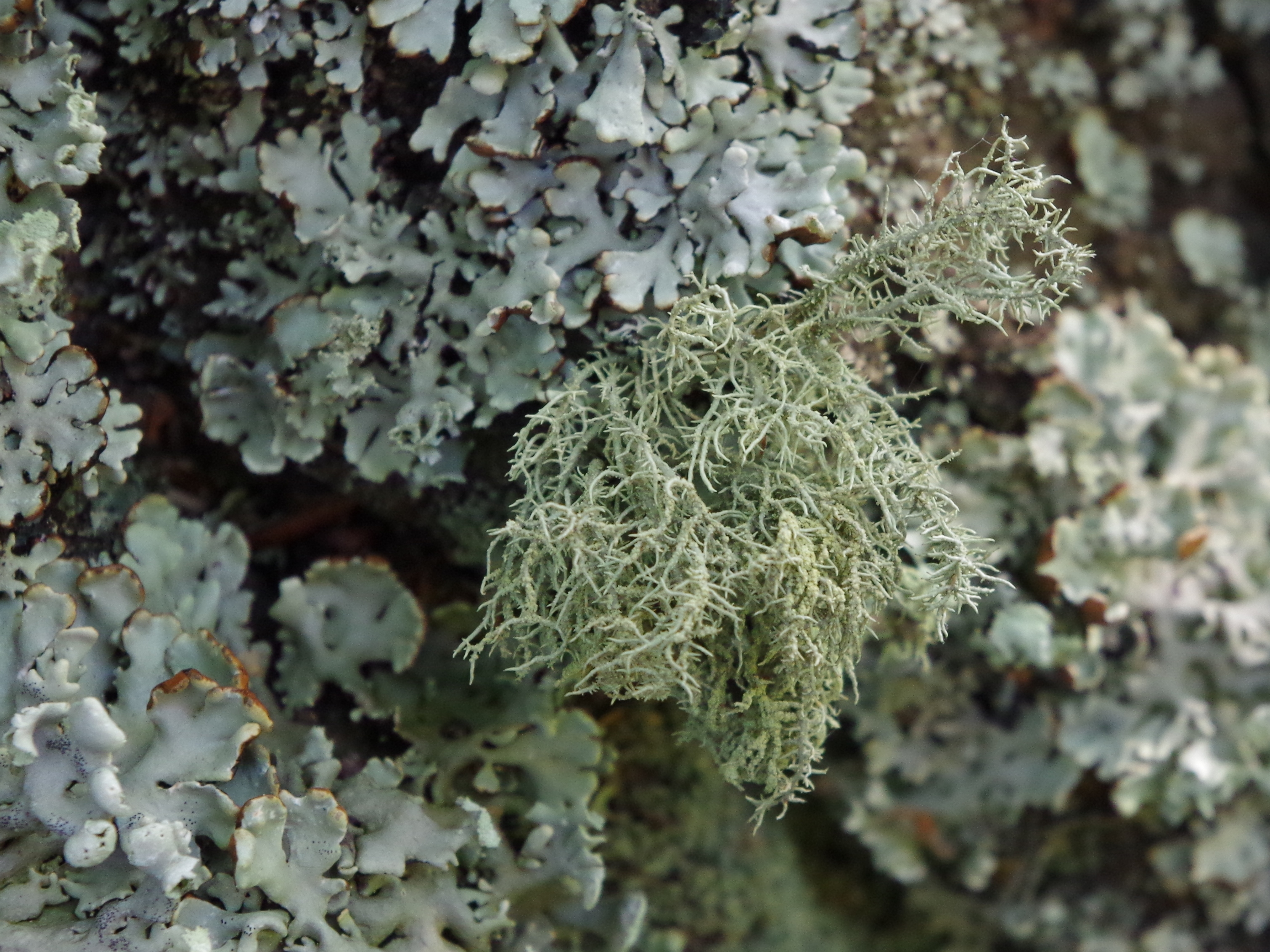
Brodaczka kępkowa i pustułka pęcherzykowata

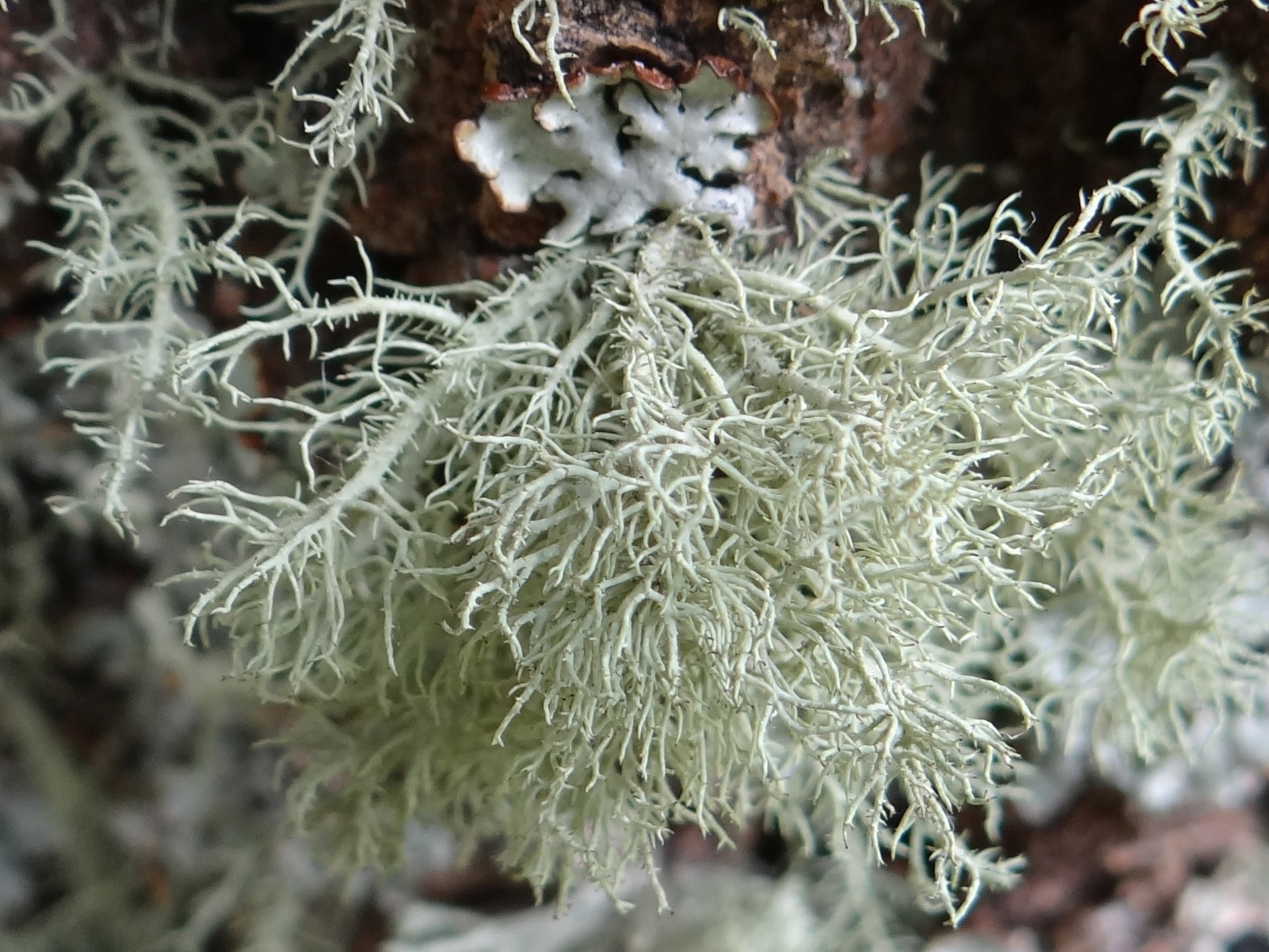

Brodaczka kępkowa (Usnea hirta (L.) Weber ex F.H. Wigg.) – gatunek grzybów należący do rodziny tarczownicowatych (Parmeliaceae). Ze względu na współżycie z glonami zaliczany jest do porostów. 

## Systematyka i nazewnictwo
Pozycja w klasyfikacji według Index Fungorum: Usnea, Parmeliaceae, Lecanorales, Lecanoromycetidae, Lecanoromycetes, Pezizomycotina, Ascomycota, Fungi.
Po raz pierwszy takson ten zdiagnozował w 1753 r. Karol Linneusz nadając mu nazwę Lichen hirtus. Obecną, uznaną przez Index Fungorum nazwę nadali mu w 1780 r. Weber i Wiggers przenosząc go do rodzaju Bryoria. 
Niektóre synonimy naukowe:

- Lichen hirtus L. 1753
- Usnea barbata var. hirta (L.) Fr.
- Usnea florida var. hirta (L.) Ach. 1803
- Usnea plicata var. hirta (L.) Ach. 1810

Nazwa polska według Krytycznej listy porostów i grzybów naporostowych Polski. 

## Morfologia
Plecha drobna, w postaci zwisających lub odstających od podłoża i rozgałęziających się kępek. Długość i szerokość zazwyczaj do 5 cm, rzadko więcej (do 13 cm). Zawiera glony protokokkoidalne. Przyczepia się do podłoża cienką, zwężoną i niezaczernioną nasadą (ważna cecha przy określaniu gatunków brodaczek). Plecha ma barwę od jasnozielonej do słomkowóżółtej, jest matowa i silnie, rozpierzchle rozgałęziona. Główne jej gałązki mają grubość 0,5-1(2) mm, są miejscami obłe, mają powierzchnię pomarszczoną lub dołeczkowaną i bez brodawek. Bocznych gałązek jest wiele, są cienkie, proste lub zagięte łukowato, a końce maja tępe lub zaostrzone. W podszczytowej części gałązek występują liczne brodawkowane soralia. Zawierają izydiowe, gwiazdkowato ułożone urwistki.
Reakcje barwne: rdzeń plechy: K, C, KC-P i K + żółty wolno ciemniejący do pomarańczowego, C-, KC-P + żółty.
Apotecja pojawiają się bardzo rzadko. Mają średnicę 3-7 mm i liczne boczne gałązeczki o różnej długości. Tarczki apotecjów mają cielisty kolor i są lekko przyprószone. W jednym worku powstaje po 8 jednokomórkowych, bezbarwnych zarodników (askospor) o rozmiarach 8 × 5μm. 

## Występowanie i siedlisko
Gatunek kosmopolityczny, poza Antarktydą występuje na wszystkich kontynentach. Na niżu Polski dawniej był pospolity, obecnie jest rzadki. W górach jest rzadki i występuje głównie w niższych położeniach. W Polsce był gatunkiem ściśle chronionym, od 17 października 2014 podlega ochronie częściowej. Jest gatunkiem rzadkim. Znajduje się na Czerwonej liście roślin i grzybów Polski. Ma status VU – gatunek narażony na wyginięcie.
Rośnie na korze drzew, głównie szpilkowych. Na korze drzew liściastych i na drewnie występuje dużo rzadziej.

## Zastosowanie
Plecha brodaczek ma własności lecznicze. Zawiera kwas usninowy i inne substancje o silnym działaniu antybakteryjnym i antywirusowym. Otrzymywane z niej preparaty mają działanie wykrztuśne, przeciwzapalne, przeciwgorączkowe, przeciwpasożytnicze, przeciwdrobnoustrojowe, pobudzające trawienie, rozkurczowe, przeciwnowotworowe.